# Dolores Prato
Dolores Prato (Roma, 10 aprile 1892 – Anzio, 13 luglio 1983) è stata una scrittrice e poetessa italiana.

## Biografia
Dolores Prato nasce a Roma il 10 aprile 1892 da Maria Prato e da padre ignoto. Dopo averla lasciata a balia a Sezze, nell'attuale provincia di Latina, la madre (vedova con cinque figli a carico) la affida a due anziani cugini che vivono a Treia, una cittadina in provincia di Macerata, dove Dolores trascorrerà tutta l'infanzia e l'adolescenza, dapprima con gli zii (il parroco del paese e sua sorella nubile) e poi nell'educandato salesiano della Visitazione nel Monastero di Santa Chiara, un collegio di suore di clausura. Le circostanze della nascita (abbandonata dalla madre e con un padre rimasto sconosciuto) hanno probabilmente condizionato la vita della scrittrice, che ha sempre avvertito la sua sorte tormentata come annunciata da un presagio di eccezionalità.
Uscita dall'educandato, frequenta a Roma la Facoltà di Magistero, dove si laurea nel 1918 con una tesi su un carteggio inedito di Prospero Viani e Pietro Fanfani. Nel 1919 ottiene l'abilitazione all'insegnamento di letteratura italiana. Insegna in diverse città: Sansepolcro (1919-1921), a Macerata (1921-1922) e San Ginesio (1922-1929). Dal 1927 al 1928 vive a Milano frequentando un avvocato iscritto al Partito Comunista Italiano, Domenico Capocaccia. Nel 1930 si stabilisce definitivamente a Roma, dove ha modo di frequentare esponenti della cultura laica e cattolica, stringendo numerose amicizie. Insegna per un breve periodo all'Istituto Marymount. Costretta dalla promulgazione delle leggi razziali a lasciare l'insegnamento, vive di collaborazioni ai giornali e di lezioni private, occupandosi per dieci anni di una ragazza con gravi problemi psichici e di salute.

### I lavori letterari
Dolores Prato collabora con diverse testate giornalistiche (prevalentemente scrisse per Paese Sera) e partecipa a diversi premi letterari. Nel 1948 presenta il romanzo Nel paese delle campane alla giuria del premio Prato, ottenendo una segnalazione speciale: nonostante il riconoscimento, il romanzo non trova tuttavia un editore. Nel 1949 un testo dal titolo ancora oscillante (Calycanthus - E lui che c'entra?), presentato al premio letterario città di Taranto, suscita l'interesse di Giuseppe Ungaretti. Negli anni successivi altri tentativi di pubblicazione presso case editrici non vanno a buon fine. Nel paese delle campane, sarà pubblicato a spese dell'autrice nel 1963 con il titolo di Sangiocondo, ma fortemente manomesso dal curatore, Andrea Gaggero. Nel 1965 il racconto lungo Scottature ottiene il primo premio al concorso premio Stradanova a Venezia, da una giuria composta, tra gli altri, da Diego Valeri e Aldo Palazzeschi, ma di nuovo sarà pubblicato a spese dell'autrice due anni dopo. 
A partire dal 1973 Dolores Prato è impegnata nella stesura di Giù la piazza non c'è nessuno, lunga narrazione autobiografica dedicata all'infanzia trascorsa a Treia; il romanzo viene pubblicato da Einaudi nel 1980, in una versione fortemente ridotta da Natalia Ginzburg, e diventa subito un caso letterario. L'autrice però, scontenta di quell'edizione parziale, continua a rivedere il testo e prepara un nuovo dattiloscritto, che tuttavia verrà pubblicata soltanto dopo la sua morte, a cura di Giorgio Zampa, il quale cura anche l'edizione di Le ore, seguito incompiuto di Giù la piazza non c'è nessuno. Grazie al suggerimento di un amico, Fausto Coen, la scrittrice nel 1981 affida una parte consistente delle sue carte all'Archivio Contemporaneo del Gabinetto Vieusseux di Firenze. 
Dolores Prato muore il 13 luglio 1983 in clinica ad Anzio e viene sepolta nel cimitero Flaminio in zona Prima Porta a Roma. Dal 1987, per volontà del comune di Treia, il suo corpo riposa nel cimitero cittadino.
(Giù la piazza non c'è nessuno, p. 553)

## Opere
- Sangiocondo, Roma, Campana, 1963;
- Scottature, Roma, Tip. Canella, 1967; poi Macerata, Quodlibet, 1996, con una postfazione di Alejandro Marcaccio
- Giù la piazza, non c'è nessuno, Torino, Einaudi, 1980 (versione ridotta);  Milano, Mondadori, 1997, a cura di Giorgio Zampa (versione integrale); poi Macerata, Quodlibet, 2009, a cura di Giorgio Zampa e con una notizia di Elena Frontaloni
- Le ore I, a cura di Giorgio Zampa, Milano, Libri Scheiwiller, 1987
- Le ore II. Parole, a cura di Giorgio Zampa, Milano, Libri Scheiwiller, 1988
- Le mura di Treia e altri frammenti, a cura di Giorgio Zampa, Treia, s.n., 1992
- Le ore, a cura di Giorgio Zampa, Milano, Adelphi, 1995 (raccoglie Le ore I e Le ore II)
- Interno esterno interno: inediti da Giù la piazza non c'è nessuno, a cura di Giorgio Zampa, Treia, s.n., 1996
- Campane a Sangiocondo, a cura di Noemi Paolini Giachery, Roma, Avagliano, 2009
- Sogni, a cura di Elena Frontaloni, prefazione di Gabriele Pedullà, Macerata, Quodlibet, 2010 (comprende oltre duecentocinquanta trascrizioni di sogni raccolte dall'autrice tra il 1928 e il 1982)
- Roma, non altro, Macerata, Quodlibet, 2022
- Educandato, a cura di Elena Frontaloni,  Macerata, Quodlibet, 2023